# Линь Ху
Линь Ху (кит. 林虎; 26 декабря 1927, Харбин — 3 марта 2018, Пекин) — генерал-лейтенант Военно-воздушных сил Китайской Народной Республики, депутат Всекитайского собрания народных представителей, автор мемуаров.

## Биография и деятельность

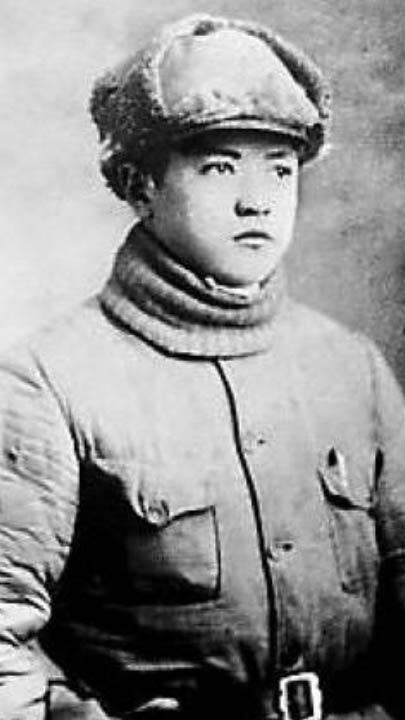
Солдат НОАК, 1940-е годы

### Ранние годы
Родился в Харбине в 1927 году. Мать — русская, отец — китаец, бежавший от событий Гражданской войны из уезда Чжаоюань. Был средним из троих детей. Рано осиротел, бродяжничал, затем был усыновлён семьёй Линь, давшей мальчику имя Линь Гэньшэн (林根生 в переводе с кит. — «рождённый быть опорой»).
В одиннадцать лет сбежал из дома приёмных родителей, в 1938 году вступил в 8-ю армию, командир которой дал ему имя Линь Ху (в переводе с кит. — «лесной тигр»). Был переведён на опорную базу в провинцию Шаньдун, участвовал в войне с Японией.

### Военная карьера

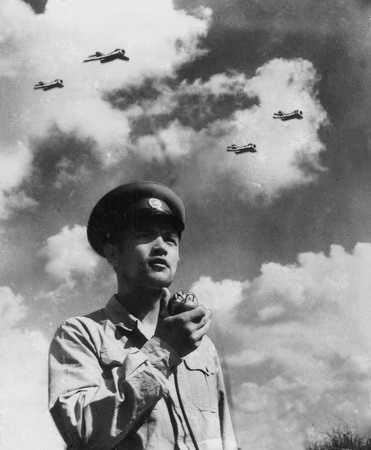
Октябрь 1956 года

В 1945 году вступил в коммунистическую партию. После капитуляции Японии в конце Второй мировой войны был направлен в лётное училище военно-воздушных сил Народно-освободительной армии Китая (кит. 中国人民解放军空军航空大学). По окончании учёбы в 1949 году принял участие в торжественных мероприятиях, связанных с провозглашением Китайской Народной Республики, состоявшемся 1 октября в Пекине на площади Тяньаньмэнь. Линь Ху совершил полёт над площадью, пилотируя истребитель P-51 Mustang.
В Корейскую войну 1950—1953 годов воевал в составе войск Китайских народных добровольцев, совершал вылеты в паре с советским лётчиком В. И. Колядиным (в качестве ведомого), сбил несколько американских реактивных истребителей F-86 Sabre.
После войны был заместителем командира 18-го авиаполка, базирующегося в аэропорте Шади в городском округе Фошань провинции Гуандун. В 1958 году во время Второго Тайваньского кризиса под командованием Линь Ху было сбито два тайваньских самолёта.

### Послевоенная деятельность
В 1985 году был назначен на должность заместителя командующего военно-воздушных сил Народно-освободительной армии Китая. В 1988 году удостоен звания генерал-лейтенанта Военно-воздушных сил Китайской Народной Республики.
В 1980—1990-х годах дважды избирался депутатом сессии Всекитайского собрания народных представителей (ВСНП) 7-го (1988—1993) и 8-го (1993—1998) созывов. Был членом комитета ВСНП по международным делам.
В октябре 1994 года вышел на пенсию. Работал над мемуарами. В 2002 году издал книгу «Битва за родное небо» (кит. трад. 保卫祖国领空的战斗—新中国二十年国土防空作战回顾), посвящённую операциям Военно-воздушных сил Китайской Народной Республики 1949—1969 годов.
Умер 3 марта 2018 года.

## Семья
- Дочь — Линь Ли (кит. 林莉)[1]